# Бурдон, Себастьян
Себастьян Бурдо́н (фр. Sébastien Bourdon; 2 февраля 1616, Монпелье — 8 мая 1671, Париж) — французский живописец, рисовальщик и гравёр, представитель академического классицизма; один из первых двенадцати академиков — «старейшин» Королевской академии живописи и скульптуры в Париже (1648).

## Биография
Себастьян Бурдон родился 2 февраля 1616 года на юге Франции в городке Монпелье в скромной семье. Его отец, Марен Бурдон, был мастером расписных витражей, мать — Жанна Гельдер — дочерью ювелира, серебряных дел мастера. Себастьян воспитывался в духе кальвинизма. В семь лет он покинул семью и приехал в Париж, где поступил в мастерскую художника Жана-Жозефа Бартелеми Старшего. В четырнадцать лет он покинул столицу; согласно старым биографам художника, он писал фрески на своде в замке близ Бордо. Он долгое время боролся с бедностью, записался в солдаты в Тулузе, но командир, заметив его равнодушное отношение к службе и узнав, что он художник, освободил его от воинской повинности и, возможно, именно предложил Бурдону поехать в Италию.
Около 1634 года Себастьян прибыл в Рим, где в то время жили и работали такие мастера как: Питер Ван Лар, организатор группы художников «Бамбоччанти», Никола Пуссен, Клод Лоррен, Джованни Бенедетто Кастильоне, Андреа Сакки. Клод Лоррен оказал содействие Бурдону, и молодой художник начал работать, подражая этим мастерам, а также Караваджо.
В Риме Себастьян Бурдон собственные сюжеты, обратившись к бытовому жанру: «Военный лагерь», «Печь для обжига извести» (1635—1636). В ранних произведениях художника имеются мотивы, близкие творчеству художников «Бамбоччанти», однако их отличает более чёткое построение композиции, ясность пространственных планов и преобладание светлого колорита .
К середине 1630-х годов относят ряд его произведений на мифологические сюжеты. Менее известны его исторические картины римского периода. В 1637 году, после ссоры с неким французом, который грозил Бурдону донести о кальвинистском вероисповедании, Себастьян вынужден был срочно покинуть Рим, так как ему угрожала инквизиция. Он уехал из Рима в сопровождении финансиста Эсселена, чьё покровительство облегчило отъезд из города. Некоторое время Себастьян Бурдон провёл в Венеции. Влияние венецианцев ощутимо проявляется в его картинах, написанных по возвращении в Париж: «Поклонение волхвов», «Смерть Дидоны», «Нахождение Моисея». В этих картинах появился новый поэтический дух, использование более ярких тонов на первом плане и освещённый дальний план, использование извилистых ритмов, которые противостоят жёстким линиям архитектуры, новое понимание пространства. Те же черты были присущи его гравюрам того времени, таким как «Крещение евнуха», «Встреча Марии и Елизаветы».
В Париже Эсселен представил художника первому живописцу короля Людовика XIII Симону Вуэ. В период 1640—1642 годов Бурдон встречался в Париже с Никола Пуссеном и эта встреча оказала решающее влияние на формирование его классицистического стиля. С тех пор Себастьян Бурдон стал его последователем и, отчасти, подражателем.
В 1642—1643 годах, не без влияния голландских мастеров, Бурдон продолжал писать сцены из народной жизни, некоторые черты словно заимствованы у братьев Ленен. К этому времени относятся картины «Солдат в цыганском таборе», «Игроки в триктрак», «Нищие».
В январе 1641 года Бурдон женился на Сюзанне, сестре художника-кальвиниста Луи Гумьера, Сюзане, венчание состоялось в храме Шарантон-ле-Пон. Эта свадьба укрепила связь Себастьяна с протестантскими художниками.
В мае 1643 года было решено украсить фресками Собор Парижской Богоматери. Выбор пал на Себастьяна Бурдона. Этот год считается поворотным годом в его творческой карьере. Его фреска «Мученичество святого Петра» значительно отличается от картин Пуссена экспрессией и бурным, бароккобарочным движением. Однако около 1645 года в творчестве Себастьяна Бурдона появляются отголоски пуссеновского классицизма: светлый колорит, строгая геометрия; картины этого времени — «Святое семейство», «Избиение младенцев».
В 1648 году Бурдон становится одним из основателей Королевской академии живописи и скульптуры в Париже. Глубокое влияние академизма чувствуется в картине «Мученичество святого Андрея». В этом же году у Себастьяна родился сын Авраам.
В 1652 году художника пригласила шведская королева Кристина в Стокгольм. В Швеции Бурдон получил звание придворного живописца, написал серию портретов королевы, короля Карла Х Густава, портреты придворных и офицеров. В этих портретах мастер проявил новые стилевые качества: сочетания академической моделировки форм и необычно светлого колорита, что позднее будет унаследовано Гиацинтом Риго и Никола де Ларжильером.
В 1653 году у Себастьяна родилась дочь Анна. В следующем году Бурдон возвратился в Париж и в 1655 году стал ректором Королевской академии живописи и скульптуры. Он часто выступал с теоретическими обоснованиями искусства академического классицизма. Его ученики — Никола-Пьер Луар и Пьер Монье. В 1656—1657 годах Себастьян Бурдон переехал в свой родной город, где ему заказали картину для собора Святого Петра и где он написал композицию «Семь дел милосердия».
В 1658 году Бурдон снова приехал в Париж. В этом же году скончалась его жена. В сентябре 1658 года художник женился вторично на дочери коммерсанта из Тура, Маргарите Жумо. 11 ноября 1665 года Маргарита родила Себастьяну сына Анри.
8 мая 1671 года Себастьян Бурдон умер в Париже, похоронен в пригороде Сен-Жермен.

## Творческое наследие
Художник не раз менял свой стиль, работал в духе классицизма, но использовал приёмы, характерные для стиля барокко. Бурдон утверждал собственное искусство с мягкими, подвижными формами, переданными в светлых голубовато-серых тонах с красными вкраплениями и передачей свето-воздушной среды. Впоследствии такую манеру назовут «стилем Бурдона». А. Н. Бенуа называл Бурдона «эклектиком», иногда «почти достигавшего величия и красоты Пуссена».
Помимо живописи Бурдон оставил рисунки сангиной и гравюры в технике лависа. В санкт-петербургском Эрмитаже имеется восемь картин Себастьяна Бурдона.

## Галерея
- Соломон приносит жертву идолам. Между 1646 и 1647. Холст, масло. Лувр, Париж
- Нахождение Моисея. Между 1655 и 1660. Холст, масло. Национальная галерея искусства, Вашингтон
- Горящий куст (Неопалимая купина). Холст, масло. Государственный Эрмитаж, Санкт-Петербург
- Вакх и Церера с нимфами и сатирами. Между 1635 и 1637. Холст, масло. Музей изобразительных искусств, Зугло, Венгрия
- Конный портрет королевы Швеции Кристины. 1653. Холст, масло. Прадо, Мадрид
- Королева Кристина. Холст, масло. Национальный музей изобразительных искусств, Стокгольм
- Портрет Рене Декарта. Между 1625 и 1650. Холст, масло. Лувр, Париж
- Мужчина с черными лентами. Между 1657 и 1658. Холст, масло. Музей Фабра, Монпелье

## Избранные произведения
- Прощание Дидоны и Энея, Художественный музей, Руан
- Снятие с креста, Лувр, Париж
- Встреча Антония и Клеопатры, Лувр, Париж
- Вакх и Церера, нимфы и сатиры, Венгерский музей изобразительного искусства, Будапешт
- Моисей, спасенный из вод, ок.1650, Национальная галерея искусства, Вашингтон
- Королева Швеции Кристина, Прадо, Мадрид
- Август перед гробницей Александра, Лувр, Париж
- Введение во храм, Лувр, Париж
- Мужчина с черными лентами, Музей Фабра, Монпелье
- Избиение младенцев, начало 1640-х гг., Эрмитаж, Санкт-Петербург
- Мидас возвращает Силена Вакху. 1637 год. Эрмитаж
- Венера и Эней. Около 1636—1638 годов. Эрмитаж